# Chiesa di San Lorenzo (Molini di Triora)
La chiesa di San Lorenzo è un luogo di culto cattolico situato nel comune di Molini di Triora, in provincia di Imperia. La chiesa è sede della parrocchia omonima del vicariato di Levante e Valle Argentina della diocesi di Ventimiglia-San Remo.

## Storia e descrizione

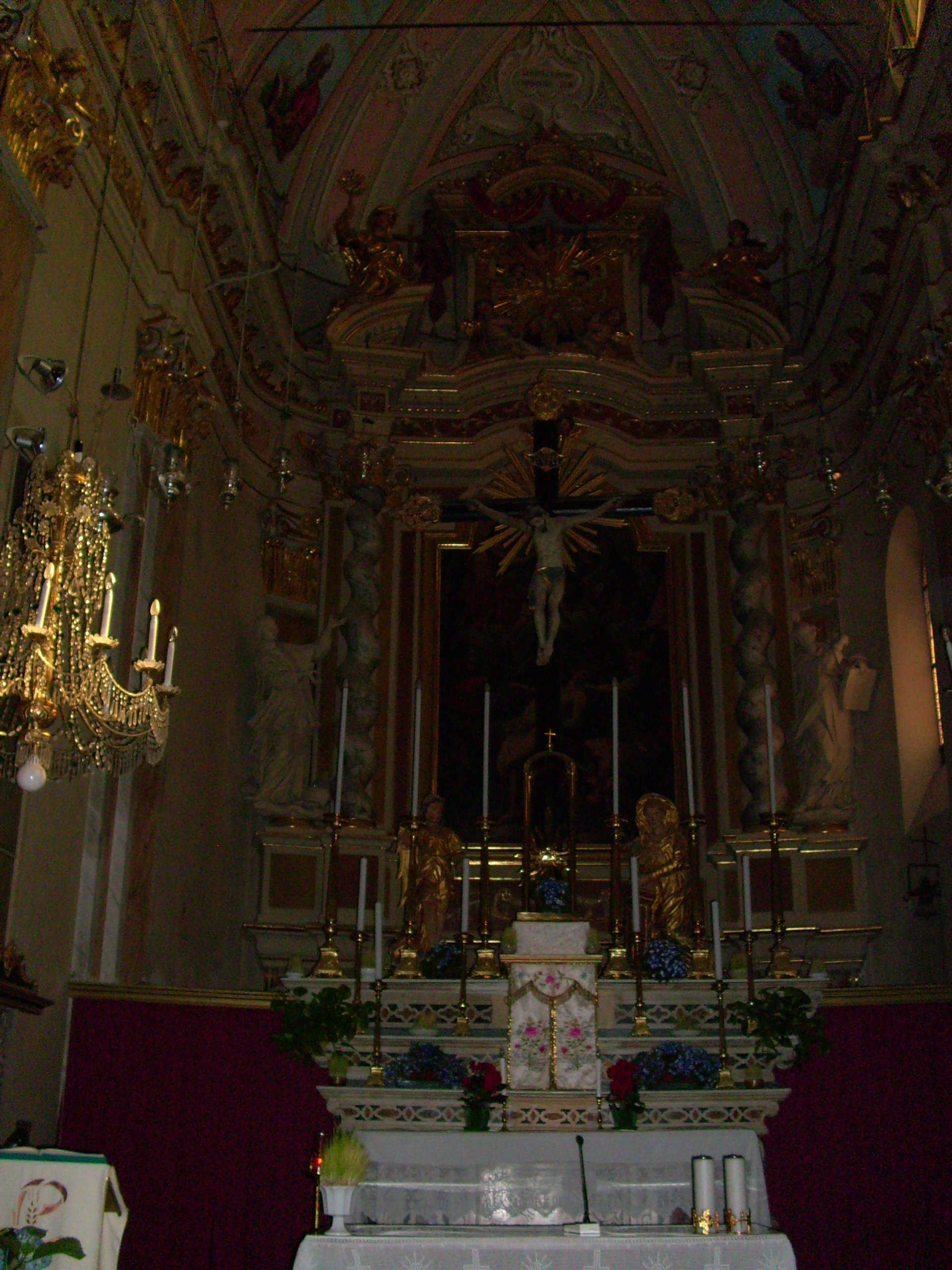
L'altare maggiore

Il primo impianto della chiesa risale al 1486 nelle forme tardo gotiche.
Nel corso del 1728 l'impianto fu rimaneggiato e converto allo stile barocco e ancora restaurata nel 1874. Del precedente stile architettonico conserva il centrale portale in pietra nera con motivi a treccia negli stipiti e l'attiguo campanile cuspidato a pianta quadrata.
Presso la facciata, a destra dell'ingresso, è stato murato l'architrave spezzato con impresso scolpito la data 1486 e la firma del lapicida Magister Johannis Laurerius, forse l'architetto che di fatto realizzò la chiesa.
L'interno è diviso in tre navate e, tra le opere artistiche, custodisce un polittico del pittore Emanuele Macario di Pigna - datato al 1540 - raffigurante Santa Maria Maddalena tra le sante Marta e Caterina. Di un anonimo artista del Seicento è il dipinto del Martirio di san Lorenzo, dietro l'altare maggiore; del 1605 è la tela Madonna col Bambino tra san Giovanni Battista e Caterina Vergine, all'ingresso della chiesa, già conservato nel santuario della Madonna della Montà.